# Дубоки слепоочни живци
Дубоки слепоочни живци (лат. nervi temporales profundi) су гране доњовиличног живца, које се одвајају од његове предње завршне гране. Најчешће их има три (предњи, средњи и задњи), мада понекад средњи нерв може да недостаје. Живци се простиру хоризонтално упоље испод крова инфратемпоралне јаме и након тога скрећу навише и улазе у слепоочну јаму.
Они спадају у групу моторних нерава и инервишу слепоочни мишић, мада се од предњег дубоког слепоочног живца одваја и спољашњи криласти живац (лат. nervus pterygoideus lateralis) који инервише истоимени мишић.